# Кубок европейских чемпионов по хоккею с шайбой 2008
Кубок европейских чемпионов по хоккею с шайбой 2008 года — 4-й и последний розыгрыш Кубка европейских чемпионов под эгидой ИИХФ, проходивший с 10 по 13 января 2008 года в Санкт-Петербурге, Россия. Этот розыгрыш турнир стал последним, так как в следующем году планировался запуск Хоккейной Лиги чемпионов. Все игры кубка уже по традиции прошли в Ледовом дворце города Санкт-Петербург, домашней арене клуба СКА. В турнире принимали участие шесть чемпионов европейских стран, которые имеют наивысший рейтинг ИИХФ. Таким образом, участниками стали «МОДО» от Швеции, «Кярпят» от Финляндии, «Давос» от Швейцарии, «Спарта» Прага от Чехии, «Слован» Братислава от Словакии и «Металлург» Магнитогорск от России. Для «Кярпята» это стало третье участие в кубке.
Победителем стал магнитогорский «Металлург», одолевший в финале пражскую «Спарту» со счётом 5:2. Самым ценным игроком турнира был признан защитник обладателя кубка Виталий Атюшов. «Металлург» помимо кубка получил право выступить в Кубке Виктории 2008 года, в котором его соперником должен был стать клуб из НХЛ.

## Предварительный раунд
|  | Команды, выходящие в финал |

### Дивизион Глинки
| М | Команда      | И | В | ВО | ПО | П | ШЗ | ШП | РШ | О |
| - | ------------ | - | - | -- | -- | - | -- | -- | -- | - |
| 1 | Спарта Прага | 2 | 2 | 0  | 0  | 0 | 11 | 7  | +4 | 6 |
| 2 | Кярпят       | 2 | 1 | 0  | 0  | 1 | 9  | 6  | +3 | 3 |
| 3 | Давос        | 2 | 0 | 0  | 0  | 2 | 5  | 12 | −7 | 0 |

Время местное (UTC+4).
| 10 января 2008 15:00 | Кярпят | 3 : 5 (0:2, 1:2, 2:1) | Спарта Прага | Ледовый дворец, Санкт-Петербург Зрителей: 2100 |

| Отчёт  | Отчёт | Отчёт  | Отчёт | Отчёт                                      |
| ------ | ----- | ------ | ----- | ------------------------------------------ |
|        |       |        |       |                                            |
|        |       |        |       | Судьи: Александр Поляков Маркус Виннерборг |
|        |       |        |       |                                            |
|        |       |        |       |                                            |
|        |       |        |       |                                            |
|        |       |        |       |                                            |
|        |       |        |       |                                            |
| 14 мин | Штраф | 20 мин |       |                                            |
|        |       |        |       |                                            |
|        | 20    | Броски | 19    |                                            |

| 11 января 2008 15:00 | Спарта Прага | 6 : 4 (1:2, 3:1, 2:1) | Давос | Ледовый дворец, Санкт-Петербург Зрителей: 1326 |

| Отчёт | Отчёт | Отчёт  | Отчёт | Отчёт                                |
| ----- | ----- | ------ | ----- | ------------------------------------ |
|       |       |        |       |                                      |
|       |       |        |       | Судьи: Петер Орсаг Александр Поляков |
|       |       |        |       |                                      |
|       |       |        |       |                                      |
|       |       |        |       |                                      |
|       |       |        |       |                                      |
|       |       |        |       |                                      |
| 8 мин | Штраф | 12 мин |       |                                      |
|       |       |        |       |                                      |
|       | 32    | Броски | 22    |                                      |

| 12 января 2008 15:00 | Давос | 1 : 6 (0:1, 1:3, 0:2) | Кярпят | Ледовый дворец, Санкт-Петербург Зрителей: 2330 |

| Отчёт  | Отчёт | Отчёт  | Отчёт | Отчёт                                |
| ------ | ----- | ------ | ----- | ------------------------------------ |
|        |       |        |       |                                      |
|        |       |        |       | Судьи: Петер Орсаг Маркус Виннерборг |
|        |       |        |       |                                      |
|        |       |        |       |                                      |
|        |       |        |       |                                      |
|        |       |        |       |                                      |
|        |       |        |       |                                      |
| 44 мин | Штраф | 8 мин  |       |                                      |
|        |       |        |       |                                      |
|        | 14    | Броски | 20    |                                      |

### Дивизион Рагулина
| М | Команда                | И | В | ВО | ПО | П | ШЗ | ШП | РШ | О |
| - | ---------------------- | - | - | -- | -- | - | -- | -- | -- | - |
| 1 | Металлург Магнитогорск | 2 | 1 | 1  | 0  | 0 | 5  | 1  | +4 | 5 |
| 2 | Слован Братислава      | 2 | 1 | 0  | 1  | 0 | 5  | 3  | +2 | 4 |
| 3 | МОДО                   | 2 | 0 | 0  | 0  | 2 | 1  | 7  | −6 | 0 |

Время местное (UTC+4).
| 10 января 2008 18:30 | Металлург Магнитогорск | 3 : 0 (2:0, 1:0, 0:0) | МОДО | Ледовый дворец, Санкт-Петербург Зрителей: 4910 |

| Отчёт | Отчёт                      | Отчёт   | Отчёт                       | Отчёт                         |
| --- | -------------------------- | ------- | --------------------------- | ----------------------------- |
| |                            |         |                             |                               |
| | Трэвис Скотт — 00:00-60:00 | Вратари | 00:00-60:00 — Кароль Крижан | Судьи: Рик Лукер Брент Райбер |
| | Голы:                      |         |                             | Судьи: Рик Лукер Брент Райбер |
| Игорь Мирнов — 08:51 (Д. Платонов, А. Селуянов) Николай Кулёмин — 16:49 (Е. Фёдоров) Ярослав Кудрна — 38:00 (Я. Марек, Е. Бирюков) | 1:0 2:0 3:0                |         |                             | Судьи: Рик Лукер Брент Райбер |
| |                            |         |                             | Судьи: Рик Лукер Брент Райбер |
| |                            |         |                             | Судьи: Рик Лукер Брент Райбер |
| |                            |         |                             | Судьи: Рик Лукер Брент Райбер |
| 6 мин | Штраф                      | 10 мин  |                             | Судьи: Рик Лукер Брент Райбер |
| |                            |         |                             |                               |
| | 23                         | Броски  | 12                          |                               |

| 11 января 2008 18:30 | МОДО | 1 : 4 (1:0, 0:3, 0:1) | Слован Братислава | Ледовый дворец, Санкт-Петербург Зрителей: 2541 |

| Отчёт  | Отчёт | Отчёт  | Отчёт | Отчёт                         |
| ------ | ----- | ------ | ----- | ----------------------------- |
|        |       |        |       |                               |
|        |       |        |       | Судьи: Рик Лукер Милан Минарж |
|        |       |        |       |                               |
|        |       |        |       |                               |
|        |       |        |       |                               |
|        |       |        |       |                               |
|        |       |        |       |                               |
| 12 мин | Штраф | 16 мин |       |                               |
|        |       |        |       |                               |
|        | 32    | Броски | 20    |                               |

| 12 января 2008 18:30 | Слован Братислава | 1 : 2 (Б) (1:0, 0:0, 0:1, 0:0, 0:1) | Металлург Магнитогорск | Ледовый дворец, Санкт-Петербург Зрителей: 6481 |

| Отчёт                        | Отчёт                   | Отчёт                                                                           | Отчёт                      | Отчёт                            |
| ---------------------------- | ----------------------- | ------------------------------------------------------------------------------- | -------------------------- | -------------------------------- |
|                              |                         |                                                                                 |                            |                                  |
|                              | Сасу Хови — 00:00-65:00 | Вратари                                                                         | 00:00-65:00 — Трэвис Скотт | Судьи: Милан Минарж Брент Райбер |
|                              | Голы:                   |                                                                                 |                            | Судьи: Милан Минарж Брент Райбер |
| Марек Урам — 17:24 (Р. Дёме) | 1:0 1:1 1:2             | 48:51 — Игорь Королёв (бол.) (М. Штрбак) 65:00 — Алексей Кайгородов (поб. бул.) |                            | Судьи: Милан Минарж Брент Райбер |
|                              |                         |                                                                                 |                            | Судьи: Милан Минарж Брент Райбер |
|                              |                         |                                                                                 |                            | Судьи: Милан Минарж Брент Райбер |
|                              |                         |                                                                                 |                            | Судьи: Милан Минарж Брент Райбер |
| 16 мин                       | Штраф                   | 12 мин                                                                          |                            | Судьи: Милан Минарж Брент Райбер |
|                              |                         |                                                                                 |                            |                                  |
|                              | 11                      | Броски                                                                          | 43                         |                                  |

## Финал
Время местное (UTC+4).
| 13 января 2008 18:30 | Спарта Прага | 2 : 5 (1:1, 1:2, 0:2) | Металлург Магнитогорск | Ледовый дворец, Санкт-Петербург Зрителей: 9732 |

| Отчёт                                                                                | Отчёт                     | Отчёт | Отчёт                      | Отчёт                                 |
| ------------------------------------------------------------------------------------ | ------------------------- | --- | -------------------------- | ------------------------------------- |
|                                                                                      |                           | |                            |                                       |
|                                                                                      | Томаш Дуба — 00:00-60:00  | Вратари | 00:00-60:00 — Трэвис Скотт | Судьи: Брент Райбер Маркус Виннерборг |
|                                                                                      | Голы:                     | |                            | Судьи: Брент Райбер Маркус Виннерборг |
| Мартин Подлесак — 19:21 (Л. Вайц) Иржи Вукоукаль (бол.) — 30:02 (Т. Нетик, М. Штрба) | 0:1 :1 1:2 :2 2:3 2:4 2:5 | 02:58 — Ян Марек (бол.) (Я. Кудрна, В. Атюшов) 26:19 — Ян Марек (бол.) 38:46 — Игорь Мирнов (И. Королёв) 58:34 — Игорь Мирнов (В. Атюшов, Я. Марек) 59:03 — Алексей Кайгородов (Я. Марек, Е. Варламов) |                            | Судьи: Брент Райбер Маркус Виннерборг |
|                                                                                      |                           | |                            | Судьи: Брент Райбер Маркус Виннерборг |
|                                                                                      |                           | |                            | Судьи: Брент Райбер Маркус Виннерборг |
|                                                                                      |                           | |                            | Судьи: Брент Райбер Маркус Виннерборг |
| 12 мин                                                                               | Штраф                     | 14 мин |                            | Судьи: Брент Райбер Маркус Виннерборг |
|                                                                                      |                           | |                            |                                       |
|                                                                                      | 27                        | Броски | 32                         |                                       |

## Рейтинг и статистика

### Лучшие бомбардиры
| Игрок          | Команда                | И | Г | П | О | Штр | +/− |
| -------------- | ---------------------- | - | - | - | - | --- | --- |
| Томаш Нетик    | Спарта Прага           | 3 | 4 | 3 | 7 | 0   | −1  |
| Ян Марек       | Металлург Магнитогорск | 3 | 2 | 3 | 5 | 4   | +2  |
| Петр Тон       | Спарта Прага           | 3 | 2 | 2 | 4 | 0   | −1  |
| Йозеф Марга    | Давос                  | 2 | 1 | 3 | 4 | 4   | 0   |
| Ондрей Кратена | Кярпят                 | 2 | 0 | 4 | 4 | 0   | +2  |

Примечание: И = Количество проведённых игр; Г = Голы; П = Голевые передачи; О = Очки; Штр = Штрафное время; +/− = Плюс-минус
По данным: IIHF.com

### Лучшие вратари
| Игрок             | Команда                | ВП     | Бр | ПШ | КН   | %ОБ   | И"0" |
| ----------------- | ---------------------- | ------ | -- | -- | ---- | ----- | ---- |
| Сасу Хови         | Слован Братислава      | 125:00 | 75 | 3  | 1.44 | 96.00 | 0    |
| Трэвис Скотт      | Металлург Магнитогорск | 185:00 | 50 | 3  | 0.97 | 94.00 | 1    |
| Яакко Суомалайнен | Кярпят                 | 60:00  | 14 | 1  | 1.00 | 92.86 | 0    |
| Кароль Крижан     | МОДО                   | 60:00  | 23 | 3  | 3.00 | 86.96 | 0    |
| Леонардо Женони   | Давос                  | 59:12  | 32 | 5  | 5.07 | 84.38 | 0    |

Примечание: ВП = Время на площадке; Бр = Броски по воротам; ПШ = Пропущено шайб; КН = Коэффициент надёжности; %ОБ = Процент отражённых бросков; И"0" = «Сухие игры»
По данным: IIHF.com

### Индивидуальные награды

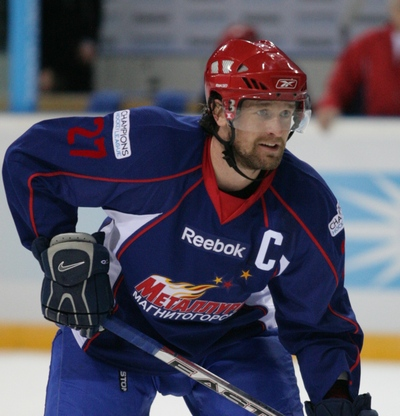
Лучший игрок турнира — Виталий Атюшов

Самый ценный игрок (MVP):
| Игрок          | Команда                |
| -------------- | ---------------------- |
| Виталий Атюшов | Металлург Магнитогорск |

Лучшие игроки:
| Позиция    | Игрок          | Команда                |
| ---------- | -------------- | ---------------------- |
| Вратарь    | Сасу Хови      | Слован Братислава      |
| Защитник   | Виталий Атюшов | Металлург Магнитогорск |
| Нападающий | Томаш Нетик    | Спарта Прага           |

Сборная всех звёзд:
| Позиция    | Игрок              | Команда                |
| ---------- | ------------------ | ---------------------- |
| Вратарь    | Сасу Хови          | Слован Братислава      |
| Защитники  | Иржи Вукоукаль     | Спарта Прага           |
| Защитники  | Виталий Атюшов     | Металлург Магнитогорск |
| Нападающие | Томаш Нетик        | Спарта Прага           |
| Нападающие | Алексей Кайгородов | Металлург Магнитогорск |
| Нападающие | Петр Тон           | Спарта Прага           |